# Aleksander Iżycki-Herman

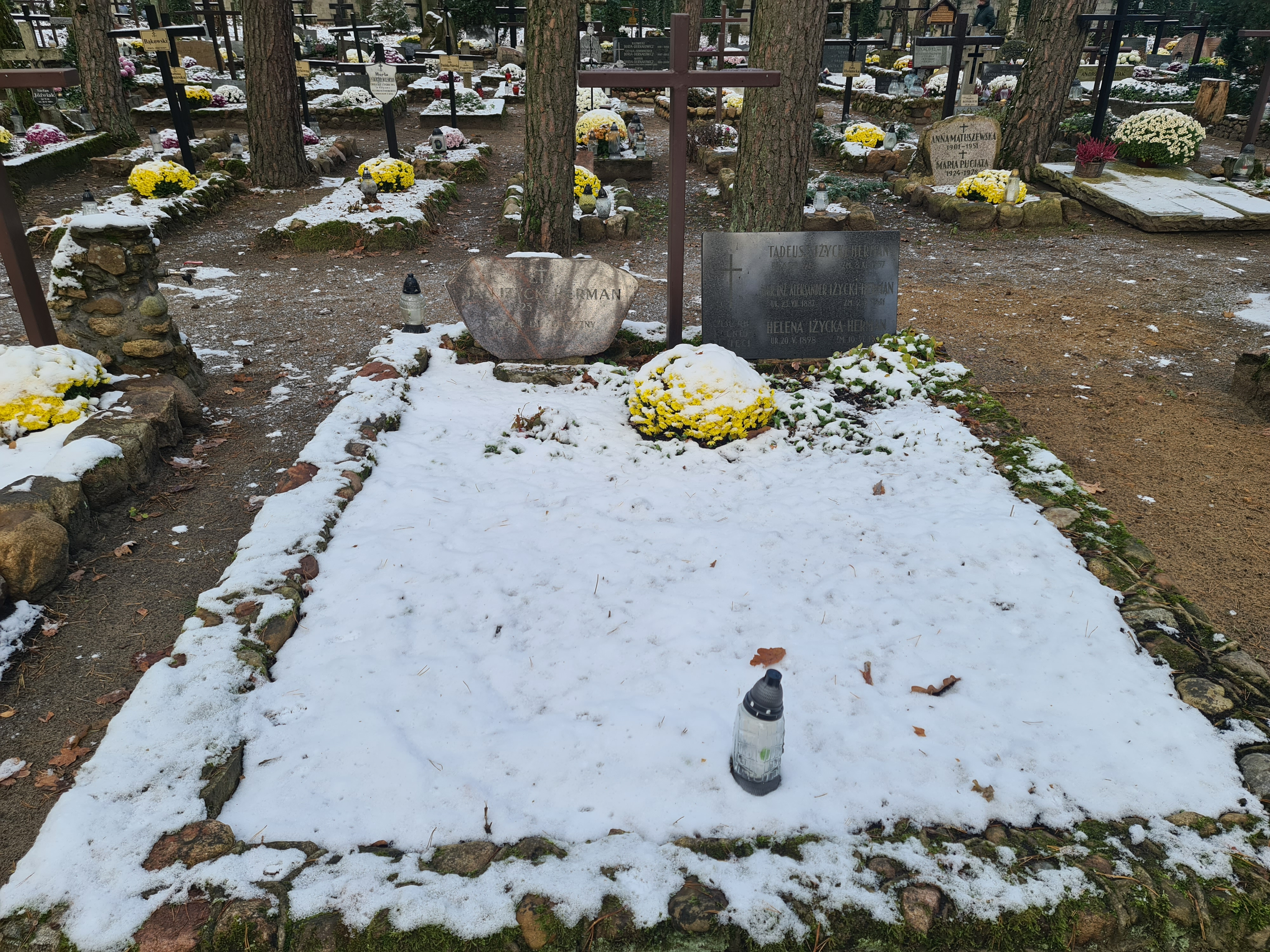
Grób Aleksandra Iżyckiego-Hermana i jego rodziny na cmentarzu leśnym w Laskach

Aleksander Iżycki-Herman herbu Gozdawa (ur. 23 lipca 1887 w Wilnie, zm. w 1961 w Laskach) – polski inżynier komunikacji.
Ukończył gimnazjum w Jekaterynburgu i Instytut Inżynierów Komunikacji w Petersburgu (1912). Następnie pracował jako inżynier na Kolei Transyberyjskiej. W 1918 zorganizował na Syberii Związek Kolejarzy - Polaków. W latach 1919–1921 służył w 5 Dywizji Syberyjskiej. Po dostaniu się do niewoli bolszewickiej więziony w Omsku (1921–1922).
Po powrocie do kraju naczelnik służby drogowej DOKP w Katowicach (1922–1926). W latach 1926–1927 organizował bank spółdzielczy „Praca” w Łowiczu i Partię Pracy w tym powiecie. Okręgowy komisarz wyborczy w czasie wyborów do Sejmu w 1927. W latach 1930–1933 prezes i członek zarządu głównego KPW, wiceprezes zarządu głównego Związku Inżynierów Kolejowych w Warszawie, prezes koła Związku Inżynierów Kolejowych; I wiceprezes i członek głównej komisji rewizyjnej Naczelnej Organizacji Inżynierów Kolei Państwowych w Katowicach.
Ostatnie lata życia spędził w Zakładzie dla Ociemniałych w Laskach. Pochowany na przyzakładowym cmentarzu (kwatera B, rząd I, miejsce 9).

## Odznaczony
- Medal Niepodległości (1932)[4].
- srebrny Krzyż Zasługi (1955)[5]

## Życie prywatne
Urodził się w rodzinie ziemiańskiej, syn Jana i Marii z Kiełczewskich. Od 1917 mąż Heleny z Augustowskich. Brat ekonomisty i kawalera Krzyża Niepodległości Tadeusza (1897–1942).